# Roland Wohlfarth
Roland Wohlfarth (* 11. ledna 1963, Bocholt) je bývalý německý fotbalista. Hrál především za FC Bayern Mnichov, v jehož dresu se stal 2× králem střelců západoněmecké ligy.

## Hráčská kariéra
Wohlfarth hrál za MSV Duisburg, FC Bayern Mnichov, Saint-Étienne, VfL Bochum, VfB Lipsko, Wuppertaler SV a 1. FC Bocholt.
V roce 1984 (30 gólů) se stal králem střelců 2. západoněmecké ligy. V letech 1989 (spolu s Thomasem Allofsem, 17 gólů) a 1991 (21 gólů) se stal v Bayernu králem střelců 1. západoněmecké ligy.
V roce 1981 vyhrál s juniorskou reprezentací ME i MS, v seniorské reprezentaci si později připsal 2 starty.

## Úspěchy
Západní Německo
- Mistrovství světa do 20 let: 1981
- Mistrovství Evropy do 18 let: 1981

Bayern Mnichov
- Západoněmecká liga: 1985, 1986, 1987, 1989, 1990
- Západoněmecký pohár: 1986

Individuální
- Král střelců západoněmecké ligy: 1989, 1991